# 楼兰墓群
楼兰墓群位于新疆维吾尔自治区巴音郭楞蒙古自治州若羌县。2006年，中国国务院公布为第六批全国重点文物保护单位（古墓葬）。